# Amano Takashi
Takashi Amano (sinh ngày 13 tháng 4 năm 1986) là một cầu thủ bóng đá người Nhật Bản.

## Sự nghiệp câu lạc bộ
Takashi Amano đã từng chơi cho Yokohama F. Marinos, JEF United Chiba và AC Nagano Parceiro.